# Riccardo Moscatelli
Riccardo Moscatelli (ur. 17 listopada 1969 w Rzymie, zm. we wrześniu 1999 roku) – włoski kierowca wyścigowy i rajdowy.

## Kariera
Moscatelli rozpoczął karierę w wyścigach samochodowych w 1994 roku od startów we  Włoskiej Formule 3, gdzie jednak nie zdobywał punktów. W późniejszych latach pojawiał się także w stawce Niemieckiej Formuły 3, Euro Open by Nissan oraz Włoskiej Formuły 3000.
W World Series by Nissan Włoch wystartował w piętnastu wyścigach sezonu 1998 z włoską ekipą First Grand Prix. Nigdy nie stawał na podium. Z dorobkiem 31 punktów uplasował się na trzynastej pozycji w końcowej klasyfikacji kierowców.
Moscatelli zginął podczas nieszczęśliwego wypadku na rowerze górskim we wrześniu 1999 roku. W latach 1999–2000 przyznawano na jego cześć w World Series by Nissan trofeum dla najlepszego włoskiego kierowcy.